# Sergei Anatoljewitsch Jaschin
Sergei Anatoljewitsch Jaschin (russisch Сергей Анатольевич Яшин; * 6. März 1962 in Pensa, Russische SFSR; † 12. April 2022) war ein sowjetischer bzw. russischer Eishockeyspieler und -trainer.

## Karriere
Sergei Jaschin spielte von 1978 bis 1980 bei Diselist Pensa in der zweitklassigen sowjetischen Perwaja Liga. Während der Saison 1979/80 wechselte er zu Dynamo Moskau, mit dem er 1990 sowjetischer Meister und mehrfach Vizemeister wurde. Des Weiteren war er Mitglied der sowjetischen Nationalmannschaft.
1988 wurde er als  Verdienter Meister des Sports der UdSSR ausgezeichnet und erhielt das Ehrenzeichen der Sowjetunion.

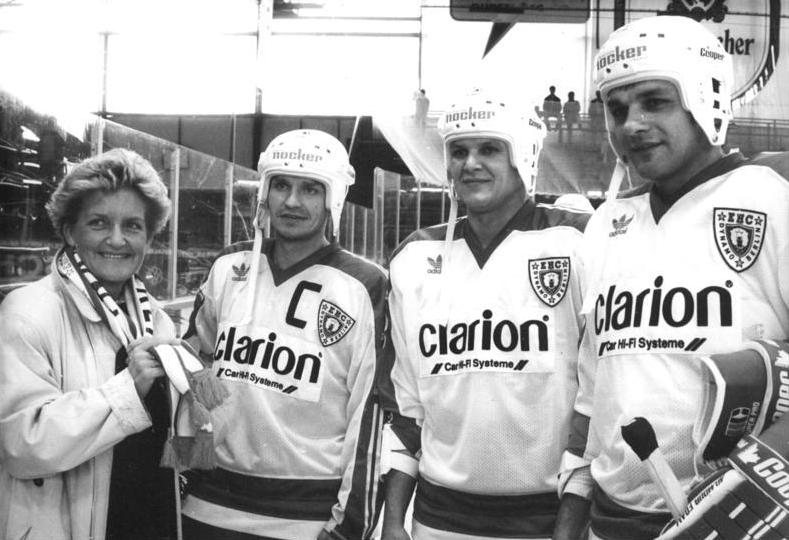
Sergei Jaschin (2.v.r.) im Trikot des EHC Dynamo Berlin

Während des NHL Entry Draft 1989 wurde er in der siebten Runde an insgesamt 141. Stelle von den Verantwortlichen der Edmonton Oilers ausgewählt. In der Saison 1990/91 spielte er bei Dynamo Berlin in der 1. Bundesliga. Nach nur einem Jahr verließ er Deutschland wieder und unterschrieb im Sommer 1991 einen Vertrag beim HC Davos aus der Schweiz. Im Jahr 1992 wechselte er dann zurück in seine russische Heimat zu SKA St. Petersburg. Von 1992 bis 1994 spielte er beim EHC Essen. 1994 schloss er sich dem EC Wilhelmshaven an, wo er bis 1997 blieb. In der Saison 1997/98 war er wieder in Russland bei Neftechimik Nischnekamsk aktiv. 1998 spielte er für den ERC Selb. Von 1998 bis 2000 zeigte er erneut sein Können beim EC Wilhelmshaven.
Sergei Jaschin arbeitet seit 2000 als Trainer; bis 2005 bei den Jadehaien Wilhelmshaven. Dabei gelang ihm mit der U20-Mannschaft der Jadehaie 2002 der Aufstieg in die Deutsche Nachwuchsliga. In der Saison 2005/06 trainierte er die Revierlöwen Oberhausen, die damals in der dritthöchsten deutschen Eishockeyliga, der Eishockey-Oberliga, aktiv waren. Von 2006 bis 2008 stand er an der Bande der Rostock Piranhas und erreichte mit diesen 2007 den Aufstieg in die Oberliga. Von 2008 bis 2010 trainierte er in den Niederlanden die Groningen Grizzlies. Ab 2010 war er Cheftrainer der Weserstars Bremen. Ab 2011 trainierte er zudem die Schülermannschaft des Bremer EC.
Seit 2015 war Jaschin Cheftrainer des neu gegründeten EC Wilhelmshaven-Sande, mit dem er zweimal in Folge aufstieg.

## Erfolge und Auszeichnungen
- 1980 Sowjetischer Vizemeister mit Dynamo Moskau
- 1983 Spengler-Cup-Sieger mit Dynamo Moskau
- 1985 Sowjetischer Vizemeister mit Dynamo Moskau
- 1986 Sowjetischer Vizemeister mit Dynamo Moskau
- 1987 Sowjetischer Vizemeister mit Dynamo Moskau
- 1990 Sowjetischer Meister mit Dynamo Moskau

### International
- 1979 Bronzemedaille bei der U18-Junioren-Europameisterschaft
- 1980 Goldmedaille bei der U18-Junioren-Europameisterschaft
- 1981 Bronzemedaille bei der U20-Junioren-Weltmeisterschaft
- 1985 Bronzemedaille bei der Weltmeisterschaft

Goldmedaille bei der Europameisterschaft
- 1986 Goldmedaille bei der Weltmeisterschaft

Goldmedaille bei der Europameisterschaft
- 1988 Goldmedaille bei den Olympischen Winterspielen
- 1989 Goldmedaille bei der Weltmeisterschaft

Goldmedaille bei der Europameisterschaft

### Orden
- 1988 Verdienter Meister des Sports der UdSSR
- 1988 Ehrenzeichen der Sowjetunion

## Karrierestatistik
(Legende zur Spielerstatistik: Sp oder GP = absolvierte Spiele; T oder G = erzielte Tore; V oder A = erzielte Assists; Pkt oder Pts = erzielte Scorerpunkte; SM oder PIM = erhaltene Strafminuten; +/− = Plus/Minus-Bilanz; PP = erzielte Überzahltore; SH = erzielte Unterzahltore; GW = erzielte Siegtore; 1 Play-downs/Relegation; Kursiv: Statistik nicht vollständig)